# Pulsacja

Częstość kołowa

Pulsacja (skalarna), częstość kołowa, częstość kątowa – wielkość określająca, jak szybko powtarza się dane zjawisko okresowe; oznaczana małą literą omega (ω). Pulsacja jest powiązana z częstotliwością (f) i okresem (T) poprzez następującą zależność:
{\displaystyle \omega ={\frac {d\theta }{dt}}={\frac {2\pi }{T}}=2\pi f,}
gdzie:
{\displaystyle \omega } – pulsacja (wyrażana w radianach na sekundę),
{\displaystyle \theta } – faza ruchu drgającego (odpowiednik kąta w ruchu po okręgu),
{\displaystyle 2\pi } – kąt pełny ({\displaystyle 2\pi } radianów = 360 stopni).
Pulsacja jest stosowana najczęściej w technice do określania przebiegów sinusoidalnych i prędkości obrotowych. Zaletą używania pulsacji zamiast częstotliwości jest uproszczenie zapisu poprzez ukrycie symbolu {\displaystyle \pi .} Np. we wzorze na przyspieszenie w drganiach harmonicznych zamiast
{\displaystyle a=-4\pi ^{2}f^{2}x}
można zapisać:
{\displaystyle a=-\omega ^{2}x.}
W przypadku ruchu po okręgu pulsacji odpowiada prędkość kątowa.